# Nitza Villapol
Nitza Villapol, eigentlich Nitza Carmen Marie Villapol Andirarena (* 20. November 1923 in New York, USA; † 20. Oktober 1998 in Havanna, Kuba), war eine kubanische Fernsehköchin und Kochbuchautorin für die Kubanische Küche. Villapol besaß die US-amerikanische Staatsbürgerschaft durch ihre Geburt und die kubanische durch ihre Rückkehr ins Land ihrer Familie.

## Leben
Villapol stammte aus einer Immigrantenfamilie. Sie war die Tochter von Frank Villapol und dessen Ehefrau Juana Andirarena, die sich in den USA ein besseres Leben erhofft hatten. Als sich die politische Lage nach dem Fall von Gerardo Machado beruhigt hatte, kehrte die Familie Villapol wieder nach Kuba zurück. Sie ließen sich in Havanna nieder, wo Nitza dann auch ihre weitere Schulzeit absolvierte. Nach eigenem Bekunden wurde sie von ihrer Familie aus Sympathie für den Kommunismus „Nitza“ genannt.
Mit einem Stipendium studierte Villapol für ein Semester Ernährungswissenschaft an der University of London. Nach dem Zweiten Weltkrieg vervollständigte sie ihre Studien an der Harvard University und ihr Promotionsstudium konnte sie 1955 erfolgreich an der Universität von Havanna abschließen.
Ab 1947 arbeitete Villapol an ihrem ersten Kochbuch Cocina al minuto, das auf großes staatliches Interesse stieß. Im Sommer des darauffolgenden Jahres bot ihr Televisión Cubana eine Kochshow unter dem Titel ihres Kochbuchs an. Anfangs bestritt Villapol die Sendung allein, später wurde ihr Margot Bacallao als Assistentin zugeteilt. Diese Kochsendung wurde ohne Unterbrechung wöchentlich bis 1993 ausgestrahlt und ist damit die längste Serie dieser Art. 
Nitza Villapol starb am 20. Oktober 1998 in Havanna und fand ihre letzte Ruhestätte auf Cementerio Cristóbal Colón.

## Werke (Auswahl)
- Cocina al minuto. Havanna 1950
- Cocina criollo. Havanna 1952.
- Cocina cubana. Havanna 1960.
  - Englisch: Cuban cuisine. Édiciones José Martí, Havanna 2002, ISBN 959-09-0114-X.